# Lepidolopha
Lepidolopha es un género de plantas pertenecientes a la familia Asteraceae. Comprende 10 especies descritas y solo 8 aceptadas. Son originarias de Asia Central.

## Taxonomía
El género fue descrito por Constantin Georg Alexander Winkler y publicado en Trudy Imp. S.-Peterburgsk. Bot. Sada (Acta Horti Petropol.) 13: 236. 1894.

## Especies aceptadas
A continuación se brinda un listado de las especies del género Lepidolopha aceptadas hasta junio de 2012, ordenadas alfabéticamente. Para cada una se indica el nombre binomial seguido del autor, abreviado según las convenciones y usos:
- Lepidolopha fedtschenkoana Knorring
- Lepidolopha gomolitzkii Kovalevsk. & N.A.Safralieva
- Lepidolopha karatavica Pavlov
- Lepidolopha komarowii C.Winkl.
- Lepidolopha krascheninnikovii Czil. ex Kovalevsk. & N.A.Safralieva
- Lepidolopha mogoltavica (Krasch.) Krasch.
- Lepidolopha nuratavica Krasch.
- Lepidolopha talassica Kovalevsk. & N.A.Safralieva